# Мунтубулук
Мунтубулу́к (бур. Мүнгэтэй Булаг) — деревня в Нижнеудинском районе Иркутской области. Входит в Чеховское муниципальное образование.

## География
Находится на речке Мунгутуй (бур. Мүнгэтэй булаг — серебряный ручей), правый приток реки Ут (бассейн Уды), в 11 км к юго-востоку от центра сельского поселения, села Чехово.

## Население
| 2002 | 2010 | 2011 | 2012 |
| ---- | ---- | ---- | ---- |
| 62   | ↘36  | →36  | →36  |

По данным Всероссийской переписи населения 2010 года население НП составило 36 человек

## История
В 1911 году деревня относилась к Солонецкой волости Иркутской губернии.